# Le Repos pendant la fuite en Égypte (Merson)
Le Repos pendant la fuite en Égypte est une peinture à l'huile sur toile réalisée par Luc-Olivier Merson en 1879.

## Création et réception
Une première version de l'œuvre, intitulée sur le catalogue Le Repos en Égypte, est exposée au Salon de peinture et de sculpture en mai 1879,. Devant le succès, Merson réalise plusieurs versions ou variantes. L'une d'elles, don de George Golding Kennedy, est conservée au musée des Beaux-Arts de Boston. Le musée des Beaux-Arts de Nice détient une variante datant de 1880, legs de M. de Saint-Aignan, dans laquelle Joseph, toujours allongé, regarde la Vierge,.
Après le Salon, le critique Earl Shinn (en) qualifie l’œuvre de « vrai poème » qui « exerçait sur les foules une fascination irrésistible et inhabituelle », et Henry Bacon écrit qu'elle « touche le cœur ».
Merson donnera une suite au tableau en peignant À l'ombre d'Isis  en 1889, puis Les Vierges mères, œuvre longtemps considérée perdue.

## Description et analyse
L'œuvre illustre un épisode classique du Nouveau Testament, le Repos pendant la fuite en Égypte : peu après la Nativité, Joseph et Marie fuient pour échapper au massacre des Innocents qu'a ordonné le roi Hérode, et l'artiste peint le repos nocturne de la Sainte Famille, accompagnée d'un âne.
La scène est d'une grande simplicité, dans une étrange atmosphère grise et bleue. Le décor est éclairé par trois sources de lumière : la lune, qui n'est pas représentée, un feu qui s'éteint doucement, près de Joseph sans doute endormi, et une lueur sainte sur Marie et son fils, qui émane de l'enfant. « Vraie trouvaille de l'iconographie » : la Vierge et l'Enfant sont endormis entre les pattes d'un sphinx. 
Ce sphinx, figure protectrice d'un amour profane, est la seule évocation de l'Égypte, avec le désert que l'on devine à peine. Dans une « particularité toute moderne » de l'œuvre, il a la face levée vers le ciel. L'impression de vide et de sérénité, créée par un désert qui s'étend jusqu'à l'horizon, est accentuée par le choix de placer le sphinx à l'extrême gauche de la scène,,.
Si elle évoque le Sphinx de Gizeh, la statue est peinte sans souci de précision, et la scène religieuse penche vers le  réalisme.

## Influences

Cleveland Museum of Art (composition identique, mais inversée)

Le Repos pendant la fuite en Égypte vaut à Luc-Olivier Merson une « reconnaissance internationale », et ce tableau eut « une influence étonnante ».
En 1883, Agnes Repplier (en) publie dans Catholic World un poème intitulé The Sphinx, qui est inspiré de l'œuvre de Merson,.
Le peintre Frederick Rape s'en inspire pour son tableau Les Deux Ères, exposé en 1893.
Comme il l'écrit à Hesketh Pearson (en), c'est le souvenir de la peinture de Merson qui inspire George Bernard Shaw lorsqu'il imagine la scène de César et Cléopâtre (1898) où, pour la première fois, César rencontre Cléopâtre, qu'il substitue à la Vierge entre les pattes du sphinx,,.

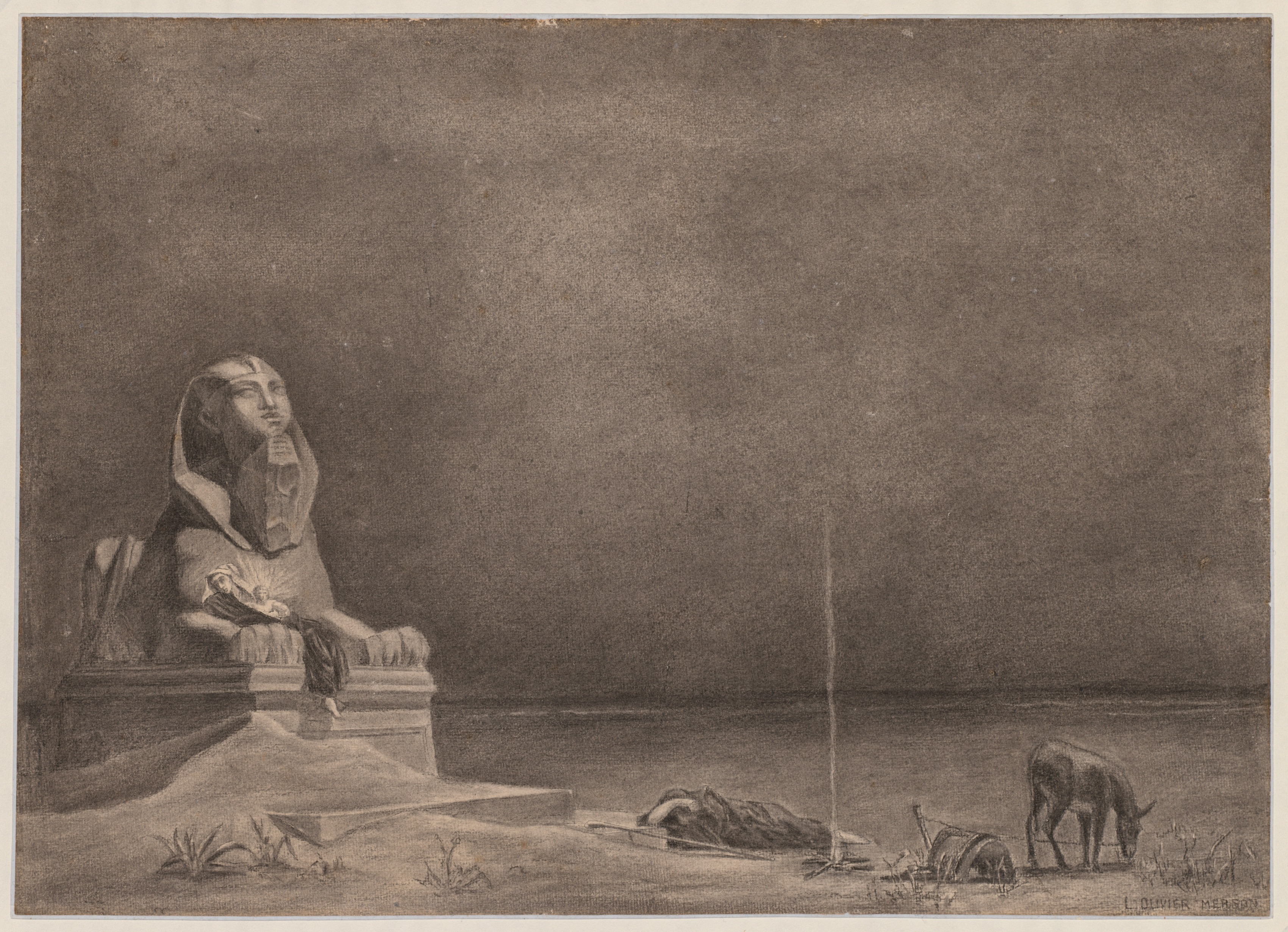
Cleveland Museum of Art : possible étude pour le tableau

Paru en 1901, Le Repos en Égypte, poème d'Albert Samain, est une description du tableau de Merson :
Entre les pieds du sphinx appuyée à demi,

La vierge, pâle et douce, a fermé la paupière ;

Et, dans l’ombre, une étrange et suave lumière

Sort du petit Jésus dans ses bras endormi.
Le texte sera mis en musique par Alice Sauvrezis en 1906.
En 1910, Louis Feuillade s'inspire du tableau de Merson pour la dernière scène de son film La Nativité, intitulée « La Halte ». Estimant qu'il s'agit d'une contrefaçon, Merson intente un procès à Gaumont, société productrice du film, laquelle supprime sans délai la scène incriminée. Le  Tribunal, s'il reconnaît les similitudes entre les œuvres, estime la demande du peintre infondée, et celui-ci sera également débouté en appel. Le rejet fait débat, et « douze artistes français fort illustres […], ayant analysé les éléments caractéristiques du tableau et du film, concluent à l'existence d'une copie ».
Alors que les artefacts égyptiens remplissent ses musées et que Le Repos a traversé l'Atlantique, les États-Unis découvrent le sphinx caractéristique de Merson (dégarni de toute composante religieuse) à travers de nombreuses publicités. La Monarch Cycle Manufacturing Company (en) vante ainsi ses bicyclettes en faisant parler le sphinx, sorti de son silence séculaire. En 1905, dans le Harper's Magazine, la White Star Line utilise deux sphinx placés symétriquement autour de l'étoile blanche de la compagnie pour vendre des croisières de Boston et New York vers la Méditerranée.